# زین دوچرخه

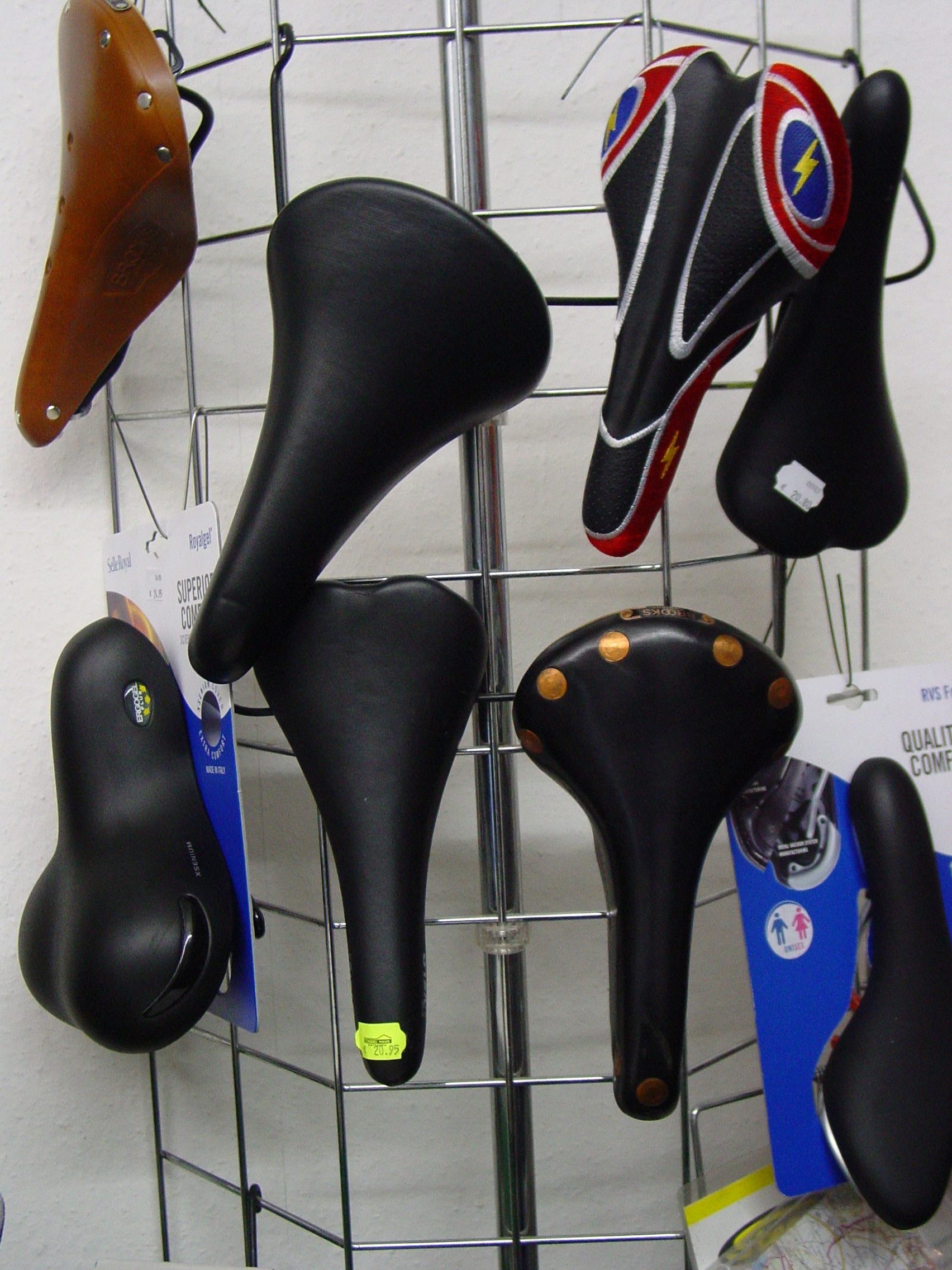
انواع زین دوچرخه

زین دوچرخه که اغلب صندلی هم نامیده می‌شود، یکی از پنج نقطه تماس دوچرخه سوار بر روی دوچرخه است. دیگر نقاط تماس دو پدال و دو دستگیره فرمان دوچرخه هستند.
زین دوچرخه از زمان تکامل دوچرخه همواره وجود داشته‌است. زین دوچرخه تمام بار را تحمل نمی‌کند و تنها بخشی از فشار وزن بدن را تحمل می‌کند و مابقی فشار وزن روی دستگیره‌های فرمان و پدال‌ها منتقل می‌شود.
زین دوچرخه توسط میله زین دو دوچرخه متصل می‌شود؛ و ارتفاع زین توسط لوله زین قابل تغییر است.
زین دوچرخه یک از بخش‌های مهم دوچرخه است که اشخاص با نشستن بر روی آن می‌تواند دوچرخه سواری کنند. زین‌های دوچرخه برای رشته‌های دوچرخه سواری طراحای متفاوتی دارند و همچنین زین‌ها دارای نوع مردانه و زنانه هستند چرا که شکل لگن مردان و زنان دارای تفاوت‌های زیادی است به همین جهت لازم است که برای راحتی و جلوگیری از آسیب‌ها به بخش عصبی دستگاه تناسلی مردان و زنان، زین‌های دوچرخه برای فیزیک هر جنس متفاوت باشد.

## انتخاب زین صحیح و جلو گیری از آسیب ها
انتخاب زین مناسب مهم‌ترین راه برای پیشگیری از حادثه‌های احتمالی است. باوجودآنکه در طراحی زین‌های مدرن، مؤلفه‌های اصلی برای جلوگیری از آسیب‌ها به منطقه‌ی پرینه لحاظ می‌شود؛ اما انتخاب زین مناسب شرط اصلی برای جلوگیری از آسیب‌هاست.
سه عامل اصلی در انتخاب مناسب زین سهیم هستند
۱- جنسیت دوچرخه‌سوار
۲- نوع رشته
۳- اندازه‌ی لگن دوچرخه‌سوار